# Jan Niekrasz (1892–1940)
Jan Kazimierz Niekrasz (ur. 31 października 1892 w Sieradzu, zm. między 20 a 22 kwietnia 1940 w Katyniu) – podporucznik administracji Wojska Polskiego, działacz niepodległościowy, ofiara zbrodni katyńskiej.

## Życiorys
Był synem Karola i Władysławy z Cerkaskich. W szeregach I Brygady Legionów walczył w I wojnie światowej. Członek Polskiej Organizacji Wojskowej. Wstąpił do Wojska Polskiego, przydzielony do 75 pułku piechoty walczył w wojnie polsko-bolszewickiej. 
W 1923 był oficerem rezerwy zatrzymanym w służbie czynnej w stopniu podporucznika sanitarnego ze starszeństwem z dniem 1 czerwca 1919, przydzielony do 2 batalionu sanitarnego. W tym samym roku został przeniesiony do rezerwy i należał do kadry rezerwowej 1 batalionu sanitarnego. Przydzielony do Centrum Wyszkolenia Sanitarnego w Warszawie. Absolwent filologii polskiej na Uniwersytecie Warszawskim (1930). Pracował jako urzędnik.
W 1934 roku pozostawał w ewidencji Powiatowej Komendy Uzupełnień Warszawa Miasto III. Posiadał przydział w rezerwie do Kadry Zapasowej 9 Szpitala Okręgowego.
W sierpniu 1939 zmobilizowany. Podczas kampanii wrześniowej wzięty do niewoli przez Sowietów. Według stanu z grudnia 1939 był jeńcem obozu w Kozielsku. Między 19 a 21 kwietnia 1940 przekazany do dyspozycji naczelnika smoleńskiego obwodu NKWD – lista wywózkowa 036/3 poz 36, nr akt 1957 z 16.04.1940. Został zamordowany między 20 a 22 kwietnia 1940 przez NKWD w lesie katyńskim. Zidentyfikowany podczas ekshumacji prowadzonej przez Niemców w 1943, zapis w dzienniku czynności z dn. 01.06.1943, nr 3787. Figuruje liście AM-265-3787 (nazwisko wpisane jako Niekasz) i Komisji Technicznej PCK: GARF-136-03787. Przy szczątkach Niekrasza w mundurze znaleziono: legitymacje: Krzyża Walecznych i Krzyża Niepodległości, urzędnika państwowego, PCK i Towarzystwa Wędkarskiego, list i świadectwo szczepień z Kozielska. Znajduje się na liście ofiar (pod nrem 01497) opublikowanej w Gońcu Krakowskim nr 189, Nowym Kurierze Warszawskim nr 175 z 1943.
Minister Obrony Narodowej Aleksander Szczygło decyzją Nr 439/MON z 5 października 2007 awansował go pośmiertnie na stopnień porucznika. Awans został ogłoszony 10 listopada 2007 w Warszawie, w trakcie uroczystości „Katyń Pamiętamy – Uczcijmy Pamięć Bohaterów”.

## Ordery i odznaczenia
- Krzyż Niepodległości – 20 lipca 1932 „za pracę w dziele odzyskania niepodległości”[12][13][14]
- Krzyż Walecznych[3][15]
- Krzyż Kampanii Wrześniowej – pośmiertnie 1 stycznia 1986[16]